# Улица Веденеева (Санкт-Петербург)
Улица Ведене́ева — улица в Калининском районе Санкт-Петербурга. Проходит от Тихорецкого проспекта до проспекта Науки.

## История
Название присвоено 16 октября 1978 года в честь Бориса Евгеньевича Веденеева — русского советского энергетика и гидротехника.

## Достопримечательности
- сад Бенуа;
- башня «Белый тюльпан» (угол Светлановского и Тихорецкого проспектов) — построенное в 1973—1986 годах здание ЦНИИ робототехники и технической кибернетики.

## Пересечения
- Тихорецкий проспект
- Светлановский проспект
- проспект Науки

## Транспорт
Ближайшие к улице Веденеева станции метро — «Политехническая» (1,3 км), «Академическая» (1,4 км). Также по всей улице проходит и имеет остановку на ней автобусный маршрут №78.